# LVD-Baureihe Tk
Die Baureihe Tk war  eine Personenzug-Tenderlokomotive der Lettischen Staatsbahn Latvijas Valsts Dzelzsceļi (LVD) mit der Achsfolge 1'A1'. Die Lokomotiven wurden 1928 von Hohenzollern in Düsseldorf entwickelt und in drei Exemplaren gebaut. Die weiteren, bis 1934 folgenden Lieferungen kamen von Krupp, Henschel sowie den Werkstätten der LVD in Daugavpils und Liepāja.

## Geschichte
Die Baureihe Tk gehört zu den wenigen Triebfahrzeug-Neubeschaffungen der LVD in der Zeit zwischen dem Beginn der lettischen Unabhängigkeit 1918 und der sowjetischen Okkupation Lettlands im Jahr 1940. Die vergleichsweise kleinen Tenderloks mit der für ihre Bauzeit ungewöhnlichen Achsfolge 1'A1' waren für den Einsatz vor leichten Personenzügen gedacht. Nach Untersuchungen der LVD konnten diese leichten Loks aufgrund ihrer Betriebskosten mit damaligen Verbrennungstriebwagen mithalten. Auch andere europäische Bahnen experimentierten in dieser Zeit mit leichten Tenderlokomotiven, die als Konkurrenz oder Ersatz für Triebwagen gedacht waren, bspw. die DR-Baureihe 71.0 oder der BBÖ DT 1.
Aufgrund fehlender Finanzkraft konnte die LVD immer nur kleine Serien beschaffen. Nachdem Hohenzollern den Lokomotivbau im Zuge der Weltwirtschaftskrise eingestellt hatte, lieferten Krupp und Henschel 1931 jeweils drei Stück. Die weiteren Loks baute die LVD in den eigenen Werkstätten. Bei allen Loks der drei deutschen Hersteller erfolgte die Endmontage erst in Riga bei der dortigen Waggonfabrik Phönix, die zudem das Führerhaus sowie Wasser- und Kohlekästen herstellte. Auch bei den in den Werkstätten Daugavpils und Liepāja lieferte die Waggonfabrik wesentliche Teile zu, weitere kamen von der finnischen Lokfabrik Lokomo in Tampere.
Die kleinen Loks erhielten als Anfahrhilfe die Möglichkeit, den Achsdruck der Triebachse durch Druckluft zu erhöhen, der Wirkungsweise eines Boosters vergleichbar. Eingesetzt wurden sie zunächst im Vorortverkehr von Riga in Richtung Ogre und Skrīveri sowie nach Valmiera. Sie erwiesen sich für diese Züge schnell als zu schwach und wurden dann rund um Daugavpils und Rēzekne sowie in Liepāja und Ventspils im Personenverkehr eingesetzt.
Alle Loks wurden in 1524-mm-Breitspur geliefert, wobei von vorneherein die Möglichkeit der Umspurung berücksichtigt wurde. Mindestens die Lok mit der Betriebsnummer 231 war bereits vor 1940 auf Normalspur umgespurt. Die Sowjetunion übernahm die Lokomotiven 1941 in den Bestand der SŽD. Nach dem deutschen Angriff auf die Sowjetunion und dem raschen Vormarsch ins Baltikum übernahm die Deutsche Reichsbahn den Betrieb und spurte einen Teil der Loks auf 1435 mm um.
Nach dem Zweiten Weltkrieg verblieben zwei Loks mit den Betriebsnummern Tk 234 und 245 auf dem Gebiet der Deutschen Reichsbahn. Die Lok mit der Betriebsnummer 234 soll noch bis 1960 eingesetzt worden sein. Zwei weitere, die Tk 235 und 242, blieben in Polen und wurden von den PKP als Baureihe OKa1 eingereiht. Die PKP setzten sie für Dienstpersonenzüge in Łazy und Kutno ein. 1978 kam die einzige erhaltene und 1968 als letzte ihrer Reihe ausgemusterte Lok, die frühere Tk 235, als OKa1-1 ins Eisenbahnmuseum Warschau. Über den Nachkriegseinsatz der im Baltikum verbliebenen Loks liegen keine genauen Angaben vor.